# Morning Musume
A Morning Muszume (モーニング娘。; Hepburn: Mōningu Musume) J-pop leánycsapat Japánból. Az együttest szokás még "Mómuszu" (モー娘。; Hepburn: Mōmusu)-nak nevezni. A lányok stílusára a vidám, táncos számok a jellemzőek. A csapat a Hello! Project vezető együttese, melynek vezetője Jamazaki Naoki, menedzsere és producere pedig Cunku, aki az Ai no Tanén kívül az összes számuknak a szerzője is. A Mómuszu Japán egyik legkeresettebb és legjobban eladható leányegyüttese napjainkban is.

## Történet

### A kezdetek
1997 nyarán A Fuji Televízió Asayan című műsora keretében tehetségkutató versenyt hirdettek fiatal lányok számára a SharanQ együttes 2 frontembere Hatake és Cunku vezérletével. A Tehetségkutató show melynek címe SharanQ Audition volt célja az, hogy új tehetséges énekes-táncosokat találjanak. A győztes Heike Micsijo aki szólóénekesi szerződést kapott. Menedzsere Hateke lett. A döntőbe került 5 további lányt (Nakazava Júko, Abe Nacumi, Iida Kaori, Isiguro Aja, Fukuda Aszuka) Cunku 1997. augusztus 20-án összehívta, és felajánlotta nekik, ha teljesítenek egy kihívást, akkor producerük lesz. Ez az 5 nap alatt 50.000 (五日かんで五万枚; Hepburn: Itsuka kan de Goman mai.) darabszámos kihívás néven vonult be a Japán poptörténelembe. Lényege az, hogy készít velük egy kislemezt. A lányoknak meg el kell adniuk 5 nap alatt 5 helyszínen összesen legalább 50.000 darabot. A lemez amit készítettek az Ai no Tane címet viselte. A média természetesen közvetítette az együttes minden lépését a debütálás felé vezető úton, ezért nem meglepő, hogy már a 4. helyszínen 1997. november 30-án Nagoja-ban elkelt az 50.000. darab.
A további helyszínek egyébként Oszaka, Fukuoka, Szapporo, és amire már sor sem került, Tokió lett volna

### 1998-as év
Miután a lányok teljesítették az 50.000 darabszámos kihívást, bejelentették, hogy az első kereskedelmi forgalomba kerülő kislemez Morning Coffe." címmel január 28-án fog megjelenni. Ez a kislemez viszont nem igazán váltotta be a hozzá fűzött reményeket. Hiszen a kihívás sikerén felbuzdulva mindenki első helyet várt ettől a kislemeztől. Ennek ellenére csak a 6. helyet tudta megcsípni. A menedzsment úgy döntött tehát, hogy újabb tehetségkutató show-műsort szervez, melynek keretében 3 további lányt tettek be a csapatba Jaszuda Kei, Jagucsi Mari és Icsii Szajaka személyében. Ők hárman alkotják a Morning Musume 2. generációját. Az új nyolc fősre bővült csapattal kiadták második kislemezüket "Summer Night Town" , címmel. Még ez a kislemez sem tudta meghódítani a slágerlisták csúcsát. A 3. kislemezükkel, mely a "Daite Hold on Me"!," címet viselte már sikerült ez a bravúr is.
Az első albumuk "First Time" cimmel ezen év júliusában jelenik meg. Cunku létrehozza az első alcsoportot Tanpopo (Pitypang) néven, melynek tagjai Jagucsi Mari, Isiguro Aja, és Iida Kaori. Nakazava Júko az együttes mellett megkezdi szólókarrierjét.

### 1999
Ez évben jön ki a 4. kislemez Memory Seishun No Hikari címmel. Ez a kislemez az első héten az Oricon toplista 2. helyét tudta megcsípni 195.720 eladott darabszámmal. Ezután megtörtént az első kilépés is. A legfiatalabb tag Fukuda Aszuka hagyja el a csapatot, arra hivatkozva, hogy a tanulmányaira kíván fókuszálni.

A hétfősre csökkent csapattal adják ki az 5 kislemezt Manatsu no Kousen címmel. Ez az Oricon toplista 3. helyéig jut. Eladott darabszáma azonban nem éri el az előző kislemezének felét sem.

Hatodik kislemezük, melynek címe Furusato (Szülőváros) még ennél is rosszabbul szerepelt csak a slágerlista 6. helyét tudta megcsípni, eladási darabszám ismét csak fele az előzőnek.

Megjelenik a második album Second Morning címmel ezen év júliusában.

A menedzsment látva, hogy Fukuda Aszuka távozásával rengeteg rajongót vesztettek főleg a fővárosban, újabb meghallgatást szervezett. Ennek keretében került a csapatba az akkor 13 éves Gotó Maki. Az ő érkezése szinte egy csapásra az egekbe repítette a csapatott. A 7. kislemez a LOVE MACHINE' minden várokozást felülmúlva az első héten 1.646.630 eladott darabszámot tudhatott magáénak. Mai napig ez a kislemez tartja a rekordot e téren japánban. Sőt a mai piaci helyzetet elnézve, ez lesz az örökös rekord is. A kislemez kiadása után újabb távozásra kerül sor. Isiguro Aja közelgő esküvője miatt elhagyja a csapatot

A kislemez sikerén felbuzdulva létrehozzák az újabb alcsoportot Pucchi Moni néven, tagjai Gotó Maki, Jaszuda Kei és Icsii Szajaka. A formáció első kislemeze Chokoto Love szintén a slágerlisták élére kerül 1.123.610-es eladott darabszámmal.

Összefoglalva elmondhatjuk, hogy az 1999-s év első kétharmada az együttes hatalmas hullámvölgye volt, amelyből Gotó Maki érkezése egy csapásra kiragadta és fellegekbe repítette a csapatot. És ez a szárnyalás mindaddig ki is tartott, amíg ő az együttes tagja maradt.

## Tagok

### Jelenlegi tagok
| Név                                                  | Születési dátum    | Szín         | Pozíció                                    |
| ---------------------------------------------------- | ------------------ | ------------ | ------------------------------------------ |
| Oda Szakura (小田さくら; Hepburn: Sakura Oda)        | 1999. március 12.  | Világoslila  | Alvezető, főénekes, főtáncos, rapper       |
| Nonaka Miki (野中美希; Hepburn: Miki Nonaka)         | 1999. október 7.   | Lila         | Vezető, Főénekes, táncos                   |
| Makino Maria (牧野真莉愛; Hepburn: Maria Makino)     | 2001. február 2.   | Rózsaszín    | Alvezető, Főtáncos, énekes, visual, center |
| Haga Akane (羽賀朱音; Hepburn: Akane Haga)           | 2002. március 7.   | Narancssárga | Énekes, táncos                             |
| Jokojama Reina (横山玲奈; Hepburn: Reina Yokoyama)   | 2001. február 22.  | Arany        | Énekes, táncos, visual                     |
| Kitagava Rio (北川莉央; Hepburn: Rio Kitagawa)       | 2004. március 16.  | Világoskék   | Főénekes, táncos                           |
| Okamura Homare (岡村ほまれ; Hepburn: Homare Okamura) | 2005. május 9.     | Sárga        | Főtáncos, énekes                           |
| Jamazaki Mei (山崎愛生; Hepburn: Mei Yamazaki)       | 2005. június 28.   | Élénkzöld    | Főénekes, táncos                           |
| Szakurai Rio (櫻井梨央; Hepburn: Rio Sakurai)        | 2005. november 11. | Barna        | Énekes, táncos                             |
| Inoue Haruka (井上春華; Hepburn: Haruka Inoue)       | 2006. május 6.     | Türkiz       | Énekes, táncos                             |
| Jumigeta Ako (弓桁朱琴; Hepburn: Ako Yumigeta)       | 2008. július 8.    | Piros        | Énekes, táncos                             |

A tagok nevei mögött, zárójelben megtaláljuk nevük angol átiratát, melyek segítségünkre lehetnek internetes böngészéseink során.

### Első generáció (1997)
- Nakazava Júko (Nakazawa Yuko) – (Búcsúzott: 2001. április 15.)
- Isiguro Aja (Ishiguro Aya) – (Búcsúzott: 2000. január 7.)
- Iida Kaori – (Búcsúzott: 2005. január 30.)
- Abe Nacumi (Abe Natsumi) – (Búcsúzott: 2004. január 25.)
- Fukuda Aszuka (Fukuda Asuka) – (Búcsúzott: 1999. április 18.)

### Második generáció (1998)
- Jaszuda Kei (Yasuda Kei) – (Búcsúzott: 2003. május 5.)
- Jagucsi Mari (Yaguchi Mari) – (Távozott: 2005. április 14.)
- Icsii Szajaka (Ichii Sayaka) – (Búcsúzott: 2000. május 21.)

### Harmadik generáció (1999)
- Gotó Maki – (Búcsúzott: 2002. szeptember 23.)

### Negyedik generáció (2000)
- Isikava Rika (Ishikawa Rika) – (Búcsúzott: 2005. május 7.)
- Josizava Hitomi (Yoshizawa Hitomi)- (Búcsúzott: 2007. május 6.)
- Cudzsi Nozomi (Tsuji Nozomi) – (Búcsúzott: 2004. augusztus 1.)
- Kago Ai – (Búcsúzott: 2004. augusztus 1.)

### Ötödik generáció (2001)
- Takahasi Ai (Takahashi Ai) – (Búcsúzott: 2011. szeptember 30.)
- Konno Aszami (Konno Asami) – (Búcsúzott: 2006. július 23.)
- Ogava Makoto (Ogawa Makoto) – (Búcsúzott: 2006. augusztus 27.)
- Niigaki Risza (Niigaki Risa) – (Búcsúzott: 2012. május 18.)

### Hatodik generáció (2003)
- Fudzsimoto Miki (Fujimoto Miki) – (Távozott: 2007. június 1.)
- Kamei Eri – (Búcsúzott: 2010. december 15.)
- Micsisige Szajumi (Michishige Sayumi) – (Búcsúzott: 2014. november 26.)
- Tanaka Reina  – (Búcsúzott: 2013. május 21.)

### Hetedik generáció (2005)
- Kuszumi Koharu (Kusumi Koharu) – (Búcsúzott: 2009. december 6.)

### Nyolcadik generáció (2006/2007)
- Micui Aika (Mitsui Aika) – (Búcsúzott: 2012. május 18.)
- Dzsundzsun (Junjun (Li Chun)) – (Búcsúzott: 2010. december 15.)
- Linlin (Linlin (Qian Lin)) – (Búcsúzott: 2010. december 15.)

### Kilencedik generáció (2011)
- Fukumura Mizuki – (Búcsúzott: 2023. november 29.)
- Ikuta Erina – (Búcsúzott: 2025. július 8.)
- Szajasi Riho (Sayashi Riho) – (Búcsúzott: 2015. december 31.)
- Szuzuki Kanon (Suzuki Kanon) – (Búcsúzott: 2016. május 31.)

### Tizedik generáció (2011)
- Iikubo Haruna (Iikubo Haruna) – (Búcsúzott: 2018. december 16.)
- Isida Ajumi (Ishida Ayumi) – (Búcsúzott: 2024. december 6.)
- Szató Maszaki (Satō Masaki) – (Búcsúzott: 2021. december 13.)
- Kudó Haruka (Kudō Haruka) – (Búcsúzott: 2017. december 11.)

### Tizenegyedik generáció (2012)
- Oda Szakura (Oda Sakura)

### Tizenkettedik generáció (2014)
- Ogata Haruna – (Búcsúzott: 2018. június 20.)
- Nonaka Miki
- Makino Maria
- Haga Akane

### Tizenharmadik generáció (2016)
- Kaga Kaede – (Búcsúzott: 2022. december 10.)
- Jokojama Reina (Yokoyama Reina)

### Tizennegyedik generáció (2017)
- Morito Csiszaki (Morito Chisaki) – (Búcsúzott: 2022. június 20.)

### Tizenötödik generáció (2019)
- Kitagava Rio (Kitagawa Rio)
- Okamura Homare
- Jamazaki Mei (Yamazaki Mei)

### Tizenhatodik generáció (2022)
- Szakurai Rio (Sakurai Rio)

### Tizenhetedik generáció (2023)
- Inoue Haruka
- Jumigeta Ako (Yumigeta Ako)

## Diszkográfia

### Dalok és Albumok
| #  | Cím | Kiadás dátuma | Első hét eladásai | Összes eladás | Csúcspozíció |
| -- | --- | ------------- | ----------------- | ------------- | ------------ |
| 0  | 愛の種 (Ai no Tane) | 1997-11-03    | 50 000            | 50 000        | -            |
| 1  | モーニングコーヒー (Morning Coffee) c/w 愛の種 (Ai no Tane)                                                                                                   | 1998-01-28    | 95 060            | 200 790       | 6            |
| 2  | サマーナイトタウン (Summer Night Town) c/w A MEMORY OF SUMMER '98                                                                                             | 1998-05-27    | 86 670            | 417 330       | 4            |
| 3  | 抱いてHOLD ON ME！ (Daite HOLD ON ME!) c/w 例えば (Tatoeba)                                                                                                   | 1998-09-09    | 183 500           | 497 120       | 1            |
| 4  | Memory 青春の光 (Memory Szeisun no Hikari) c/w Happy Night and Never Forget                                                                                   | 1999-02-10    | 195 720           | 410 850       | 2            |
| 5  | 真夏の光線 (Manacu no Kószen) c/w 恋の始発列車 (Koi no Sihacu Ressa)                                                                                          | 1999-05-12    | 122 610           | 235 010       | 3            |
| 6  | ふるさと (Furuszato) c/w 忘れらんない (Vaszurerannai) | 1999-07-14    | 102 750           | 170 670       | 5            |
| 7  | LOVEマシーン (LOVE Machine) c/w 21世紀 (21szeiki) | 1999-09-09    | 241 540           | 1 646 630     | 1            |
| 8  | 恋のダンスサイト (Koi no Dance Site) c/w 恋はロケンロー (Koi va Rock n' Roll)                                                                                 | 2000-01-26    | 600 860           | 1 229 970     | 2            |
| 9  | ハッピーサマーウェディング (Happy Summer Wedding) c/w 通学列車 (Cúgaku Ressa)                                                                                 | 2000-05-17    | 471 270           | 990 950       | 1            |
| 10 | I WISH c/w あこがれ My Boy (Akogare My Boy) | 2000-09-06    | 407 350           | 654 640       | 1            |
| 11 | 恋愛レボリューション21 (Ren'ai Revolution 21) c/w インスピレーション！ (Inspiration!)                                                                         | 2000-12-13    | 515 490           | 986 040       | 2            |
| 12 | ザ☆ピ~ス！ (The Peace!) c/w でっかい宇宙に愛がある (Dekkai Ucsú ni Ai ga Aru)                                                                                 | 2001-07-25    | 310 810           | 682 320       | 1            |
| 13 | Mr. Moonlight ～愛のビッグバンド～ (Mr. Moonlight ~Ai no Big Band~) c/w ポップコーンラブ！ (Popcorn Love!)                                                    | 2001-10-31    | 308 940           | 513 340       | 1            |
| 14 | そうだ！We're ALIVE (Szóda! We're ALIVE) c/w モーニングコーヒー (2002 Version) (Morning Coffee 2002 version)                                                  | 2002-02-20    | 272 950           | 443 630       | 1            |
| 15 | Do it! Now c/w ちょっとイカした PURE BOY (Csotto Ikasita PURE BOY)                                                                                            | 2002-07-24    | 180 490           | 310 600       | 3            |
| 16 | ここにいるぜぇ！ (Koko ni Iruzé!) c/w 純LOVER (Dzsun LOVER)                                                                                                   | 2002-10-30    | 139 070           | 228 542       | 1            |
| 17 | モーニング娘。のひょっこりひょうたん島 (Morning Muszume no Hjokkori Hjótandzsima) c/w 宝石箱 (Hószekibako)                                                    | 2003-02-19    | 72 594            | 151 342       | 4            |
| 18 | AS FOR ONE DAY c/w Never Forget (Rock Ver.) | 2003-04-23    | 84 251            | 129 893       | 1            |
| 19 | シャボン玉 (Sabondama) c/w 涙にはしたくない (Namida ni va Sitakunai)                                                                                          | 2003-07-30    | 98 028            | 151 104       | 2            |
| 20 | Go Girl～恋のヴィクトリー～ (Go Girl ~Koi no Victory~) c/w 恋ＩＮＧ (KoiING)                                                                                  | 2003-11-06    | 73 884            | 145 340       | 4            |
| 21 | 愛あらばIT'S ALL RIGHT (Ai Araba IT'S ALL RIGHT) c/w 出来る女 (Dekiru Onna)                                                                                   | 2004-01-21    | 78 142            | 108 368       | 2            |
| 22 | 浪漫～MY DEAR BOY～ (Roman ~MY DEAR BOY~) c/w ファインエモーション！ (Fine Emotion!)                                                                          | 2004-05-12    | 67 144            | 87 255        | 4            |
| 23 | 女子かしまし物語 (Dzsosi Kasimasi Monogatari) c/w がんばれ 日本サッカー ファイト！ (Ganbare Nippon Soccer Fight!)                                             | 2004-07-22    | 58 435            | 91 789        | 3            |
| 24 | 涙が止まらない放課後 (Namida ga Tomaranai Hókago) c/w 寝坊です。デートなのに… (Nebó deszu. Date na no ni...)                                                  | 2004-11-03    | 50 967            | 65 873        | 4            |
| 25 | THE マンパワー!!! (The Manpower!!!) c/w ラヴ&ピィ～ス!HEROがやって来たっ。 (Love & Peace! HERO ga Jattekita.)                                                 | 2005-01-19    | 51 421            | 67 860        | 4            |
| 26 | 大阪 恋の歌 (Ószaka Koi no Uta) c/w NATURE IS GOOD! | 2005-04-27    | 46 945            | 59 287        | 2            |
| 27 | 色っぽい じれったい (Iroppoi Dzsirettai) c/w 愛と太陽に包まれて (Ai to Taijó ni Cucumarete)                                                                   | 2005-07-27    | 68 009            | 82 200        | 4            |
| 28 | 直感2 ～逃した魚は大きいぞ！～ (Csokkan 2 ~Nogasita Szakana va Ókiizo!~) c/w 恋は発想 Do The Hustle! (Koi va Hasszó Do The Hustle!)                           | 2005-11-09    | 43 535            | 54 428        | 4            |
| 29 | SEXY BOY ～そよ風に寄り添って～ (SEXY BOY ~Szojokaze ni Joriszotte~) c/w チャンス チャンス ブギ (Chance Chance Boogie)                                        | 2006-03-15    | 36 531            | 48 667        | 4            |
| 30 | Ambitious！野心的でいいじゃん (Ambitious! Yasinteki de Ii Dzsan) c/w わたしがついてる。 (Vatasi ga Cuiteru.)                                                  | 2006-06-21    | 37 065            | 47 159        | 4            |
| 31 | 歩いてる (Aruiteru) c/w 踊れ！モーニングカレー (Odore! Morning Curry)                                                                                         | 2006-11-08    | 40 967            | 55 694        | 1            |
| 32 | 笑顔YESヌード (Egao Yes Nude) c/w サヨナラのかわりに (Szajonara no Kavari ni)                                                                                 | 2007-02-14    | 40 884            | 53 047        | 4            |
| 33 | 悲しみトワイライト (Kanasimi Twilight) c/w Hand made CITY | 2007-04-25    | 53 551            | 61 322        | 2            |
| 34 | 女に 幸あれ (Onna ni Szacsi Are) c/w Please! 自由の扉 (Please! Dzsijú no Tobira)                                                                              | 2007-07-25    | 43 364            | 50 812        | 2            |
| 35 | みかん (Mikan) c/w ボン キュッ！ボン キュッ！ＢＯＭＢ ＧＩＲＬ (Bon Kju! Bon Kju! Bomb Girl\|Bon Kyu! Bon Kyu! BOMB GIRL)                                     | 2007-11-21    | 28 082            | 38 667*       | 6            |
| 36 | リゾナント ブルー(Resonant Blue) c/w その場面でビビっちゃいけないじゃん！ (Szono Bamen de Bibiccsa Ikenaidzsan!)                                              | 2008-04-16    | 48 086            | 55 949        | 3            |
| 37 | ペッパー警部(Pepper Keibu) c/w ロマンス (Romance) | 2008-09-24    | 38 596            | 46 067        | 3            |
| 38 | 泣いちゃうかも(Naicsau Kamo) c/w 弱虫 (Jovamusi) | 2009-02-18    | 44 121            | 50 313        | 3            |
| 39 | しょうがない 夢追い人(Sóganai Jume Oibito) c/w 3, 2, 1 BREAKIN'OUT!                                                                                           | 2009-05-13    | 47 528            | 53 950        | 1            |
| 40 | なんちゃって恋愛(Nancsatte Ren'ai) c/w 秋麗 (Aki Urara) | 2009-08-12    | 54 973            | 70 299        | 2            |
| 41 | 気まぐれプリンセス(Kimagure Princess) c/w 愛して 愛して 後一分 (Aisite Aisite Ato Ippun)                                                                      | 2009-10-28    | 36 274            | 45 241        | 4            |
| 42 | 女が目立って なぜイケナイ (Onna ga Medatte Naze Ikenai) c/w 泣き出すかもしれないよ (Nakidaszu Kamo Sirenai jo)                                                | 2010-02-10    | 36 169            | 44 035        | 5            |
| 43 | 青春コレクション (Szeisun Collection) c/w 友 (Tomo) | 2010-06-09    | 34 122            | 40 865        | 3            |
| 44 | 女と男のララバイゲーム (Onna to Otoko no Lullaby Game) c/w 愛され過ぎることはないのよ (Aiszare Szugiru Koto va Nai no jo)                                     | 2010-11-17    | 42 405            | 48 357        | 6            |
| 45 | まじですかスカ! (Madzsi Deszu ka Ska!) c/w もっと愛してほしいの (Motto Aisite Hoshii no)                                                                      | 2011-04-06    | 33 698            | 41 029        | 5            |
| 46 | Only You c/w やめてよ！シンドバッド (Jamete jo! Sinbad) | 2011-06-15    | 32 869            | 40 778        | 4            |
| 47 | この地球の平和を本気で願ってるんだよ! (Kono Csikjú no Heiva o Honki de Negatterun da jo!) c/w 彼と一緒にお店がしたい！(Kare to Isso ni Omisze ga Sitai!)      | 2011-09-14    | 49 576            | 55 643        | 2            |
| 48 | ピョコピョコウルトラ (Pyocopyoco Ultra) c/w 悲しき恋のメロディー(Kanasiki Koi no Melody)                                                                      | 2012-01-25    | 31 094            | 34 050        | 3            |
| 49 | 恋愛ハンター (Ren'ai Hunter) c/w 私がいて 君がいる(Vatasi ga ite Kimi ga iru)                                                                                 | 2012-04-11    | 41 036            | 49 232        | 3            |
| 50 | One・Two・Three / The 摩天楼ショー(One. Two. Three / The The Matenró Show)                                                                                    | 2012-07-04    | 100 598           | 110 475       | 3            |
| 51 | ワクテカ Take a chance (Vakuteka Take a Chance) c/w Loveイノベーション(Love Innovation)                                                                       | 2012-10-10    | 81 682            | 88 977        | 3            |
| 52 | Help Me!! c/w 大好きだから絶対に許さない(Daiszuki dakara Zettai ni Juruszanai)                                                                                | 2013-01-23    | 93 286            | 103 936       | 1            |
| 53 | ブレインストーミング / 君さえ居れば何も要らない(Brainstorming / Kimi Szae Ireba Nani mo Iranai) c/w Rockの定義(Rock Teigi)                                    | 2013-04-17    | 94 037            | 106 680       | 1            |
| 54 | わがまま 気のまま 愛のジョーク／愛の軍団(Vagamama Ki no Mama Ai no Joke / Ai no Gundan) c/w 坊や(Bója)                                                        | 2013-08-28    | 144 061           | 158 915       | 1            |
| 55 | 笑顔の君は太陽さ／君の代わりは居やしない／WHAT IS LOVE?(Egao no Kimi wa Taijó sza / Kimi no Kavari va Ijasinai / What is Love?) (mint Morning Muszume '14)    | 2014-01-29    | 149 361           | 160 798       | 1            |
| 56 | 時空を超え 宇宙を超え／Password is 0(Toki o Koe Szora o Koe / Password is 0) (mint Morning Muszume '14)                                                       | 2014-04-16    | 119 409           | 132 225       | 1            |
| 57 | TIKI BUN／シャバダバ ドゥ～／見返り美人(Tiki Bun / Sabadaba Dú / Mikaeri Bidzsin) (mint Morning Muszume '14)                                                  | 2014-10-15    | 135 109           | 142 077       | 2            |
| 58 | 青春小僧が泣いている / 夕暮れは雨上がり / イマココカラ(Szeisun Kozó ga Naiteiru / Júgure va Ameagari / Ima Koko Kara) (mint Morning Muszume '15)              | 2015-04-15    | 101 275           | 108 813       | 2            |
| 59 | Oh my wish/スカッとMy Heart/今すぐ飛び込む勇気(Oh my wish! / Szukatto My Heart / Ima Szugu Tobikomu Júki (mint Morning Muszume '15)                           | 2015-08-19    | 141 038           | 149 309       | 2            |
| 60 | 冷たい風と片思い／ENDLESS SKY／One and Only(Cumetai Kaze to Kataomoi / Endless Sky / One and Only) (mint Morning Muszume '15)                                 | 2015-12-29    | 143 030           | 153 242       | 1            |
| 61 | 泡沫サタデーナイト!／The Vision／Tokyoという片隅(Utakata Saturday Night! / The Vision / Tokyo to Iu Kataszumi) (mint Morning Muszume '16)                     | 2016-05-11    | 113 961           | 121 477       | 2            |
| 62 | セクシーキャットの演説／ムキダシで向き合って／そうじゃない(Sexy Cat no Enzecu / Mukidasi de Mukiatte / Szó dzsa nai) (mint Morning Muszume '16)               | 2016-11-23    | 97 818            | 105 412       | 1            |
| 63 | BRAND NEW MORNING／ジェラシー ジェラシー(Brand New Morning / Jealousy Jealousy) (mint Morning Muszume '17)                                                    | 2017-03-08    | 79 206            | 89 618        | 2            |
| 64 | 邪魔しないで Here We Go！／弩級のゴーサイン／若いんだし!(Dzsama Sinaide Here We Go! / Dokjú no Go Sign / Vakaindasi!) (mint Morning Muszume '17)              | 2017-10-04    | 111 049           | 118 588       | 2            |
| 65 | Are you happy?/A-gonna (mint Morning Muszume '18) | 2018-06-13    |                   | 130371        |              |
| 66 | フラリ銀座／自由な国だから(Furari Ginza / Dzsijú na Kuni Dakara) (mint Morning Muszume '18)                                                                   | 2018-10-24    |                   | 120418        |              |
| 67 | 人生Blues/青春Night(Dzsinszei Blues / Szeisun Night) (mint Morning Muszume '19)                                                                               | 2019-06-12    |                   | 124536        |              |
| 68 | KOKORO&KARADA/LOVEペディア/人間関係No way way (KOKORO&KARADA / LOVEpedia / Ningen Kankei No Way Way) (mint Morning Muszume '20)                               | 2020-01-22    |                   | 134295        |              |
| 69 | 純情エビデンス/ギューされたいだけなのに(Dzsundzsó Evidence / Gjú Szaretai Dake na no ni) (mint Morning Muszume '20)                                           | 2020-12-16    |                   | 118962        |              |
| 70 | Teenage Solution/よしよししてほしいの/ビートの惑星 (Teenage Solution / Josi Josi Site Hoshii no / Beat no Vakuszei) (mint Morning Muszume '21)                | 2021-12-08    |                   | 156133        |              |
| 71 | Chu Chu Chu 僕らの未来／大だい・人生 Never Been Better! (Chu Chu Chu Bokura no Mirai / Daidzsinszei・Never Been Better!) (mint Morning Muszume '22)           | 2022-06-08    |                   | 103056        |              |
| 72 | Swing Swing Paradise / Happy Birthday to Me! (mint Morning Muszume '22)                                                                                       | 2022-12-21    |                   | 103223        |              |
| 73 | すっごいFEVER！/Wake-up Call～目覚めるとき～/Neverending Shine (Szuggoi FEVER! / Wake-up Call ~Mezameru Toki~ / Neverending Shine) (mint Morning Muszume '23) | 2023-10-25    |                   | 112133        |              |
| 74 | なんだかセンチメンタルな時の歌/最KIYOU (Nandaka Sentimental na Toki no Uta / SzaiKIYOU) (mint Morning Muszume '24)                                            | 2024-08-14    |                   |               |              |
| 75 | 気になるその気の歌/明るく良い子 (Ki ni Naru Sono Ki no Uta / Akaruku Ii Ko) (mint Morning Muszume '25)                                                        | 2025-07-02    |                   |               |              |

| #   | Cím                                                               | Kiadás dátuma | Első hét eladásai | Összes eladás |
| --- | ----------------------------------------------------------------- | ------------- | ----------------- | ------------- |
| 1   | ファーストタイム (First Time)                                     | 1998-07-08    | 163 250           | 310 290       |
| 2   | セカンドモーニング (Second Morning)                               | 1999-07-28    | 251 850           | 428 990       |
| 3   | 3rd-LOVEパラダイス (3rd-Love Paradise)                            | 2000-03-29    | 578 250           | 863 300       |
| 4   | 4th いきまっしょい！ (4th Ikimassoi!)                             | 2002-03-27    | 326 430           | 515 440       |
| 5   | No.5                                                              | 2003-03-26    | 122 136           | 175 292       |
| 6   | 愛の第6感 (Ai no Dai 6 Kan)                                       | 2004-12-08    | 51 736            | 73 333        |
| 7   | レインボー7 (Rainbow 7)                                           | 2006-02-15    | 35 672            | 44 714        |
| 7.5 | 7.5冬冬モーニング娘。ミニ！(7.5 Fuju Fuju Morning Muszume. Mini!) | 2006-12-13    | 23 903            | 29 645        |
| 8   | SEXY 8 BEAT                                                       | 2007-03-21    | 24 638            | 31 819        |
| x   | Cover You                                                         | 2008-11-26    |                   |               |
| 9   | Platinum 9 DISC                                                   | 2009-03-18    | 14 704            | 18 659        |
| 10  | 10 My Me                                                          | 2010-03-17    | 12 103            | 16 133        |
| 11  | Fantasy! 拾壱 (Fantasy! Dzsúicsi)                                 | 2010-12-01    | 10 554            | 13 602        |
| 12  | 12,スマート (12, Smart)                                           | 2011-10-12    | 11 389            | 13 889        |
| 13  | ⑬カラフルキャラクター (13 Colorful Character)                     | 2012-09-12    | 14 416            | 18 760        |
| 14  | 14章～The message～ (14 Só ~The Message~)                         | 2014-10-29    | 22 872            | 30 783        |
| 15  | ⑮ Thank you, too                                                  | 2017-12-06    |                   |               |
| 16  | 16th ~That’s J-POP~                                               | 2021-03-31    |                   |               |
| 17  | Professionals-17th                                                | 2024-11-27    |                   |               |

## Díjak

### Golden Arrow Award
| Év   | A jelölés tárgya | Kategória | Eredmény |
| ---- | ---------------- | --------- | -------- |
| 1998 | Morning Musume   | Újonc-díj | Elnyerte |
| 1999 | Morning Musume   | Zenei-díj | Elnyerte |

### Japan Academy Prize
| Év   | A jelölés tárgya | Kategória        | Eredmény |
| ---- | ---------------- | ---------------- | -------- |
| 2001 | Morning Musume   | Népszerűségi-díj | Elnyerte |
| 2001 | Pinch Runner     | Újonc-díj        | Elnyerte |

### Japan Cable Awards
| Év   | A jelölés tárgya | Kategória      | Eredmény |
| ---- | ---------------- | -------------- | -------- |
| 1999 | "Love Machine"   | Kiválósági-díj | Elnyerte |
| 2000 | "I Wish"         | Kiválósági-díj | Elnyerte |

### Japan Gold Disc Awards
| Év   | A jelölés tárgya                 | Kategória           | Eredmény |
| ---- | -------------------------------- | ------------------- | -------- |
| 1999 | Morning Musume                   | Az év új előadója   | Elnyerte |
| 2000 | "Love Machine"                   | Az év dala          | Elnyerte |
| 2000 | "Koi no Dance Site"              | Az év dala          | Elnyerte |
| 2001 | "Happy Summer Wedding"           | Az év dala          | Elnyerte |
| 2001 | 3rd: Love Paradise               | Az év pop albuma    | Elnyerte |
| 2001 | Best! Morning Musume 1           | Az év pop albuma    | Elnyerte |
| 2001 | The Video Koi no Dance Site      | Az év zenei videója | Elnyerte |
| 2001 | Video The Morning Musume Best 10 | Az év zenei videója | Elnyerte |

### Japan Record Awards
| Év   | A jelölés tárgya    | Kategória          | Eredmény |
| ---- | ------------------- | ------------------ | -------- |
| 1998 | Morning Musume      | Legjobb új előadó  | Elnyerte |
| 1998 | Morning Musume      | Új művész-díj      | Elnyerte |
| 1999 | "Love Machine"      | Japan Record Award | Jelölve  |
| 1999 | "Love Machine"      | Arany-díj          | Elnyerte |
| 2000 | "Koi no Dance Site" | Japan Record Award | Jelölve  |
| 2000 | "Koi no Dance Site" | Arany-díj          | Elnyerte |

### Billboard Japan Music Awards
| Év   | A jelölés tárgya | Kategória           | Eredmény |
| ---- | ---------------- | ------------------- | -------- |
| 2013 | Morning Musume   | Az év aktív művésze | Elnyerte |